# Comunerosupproret

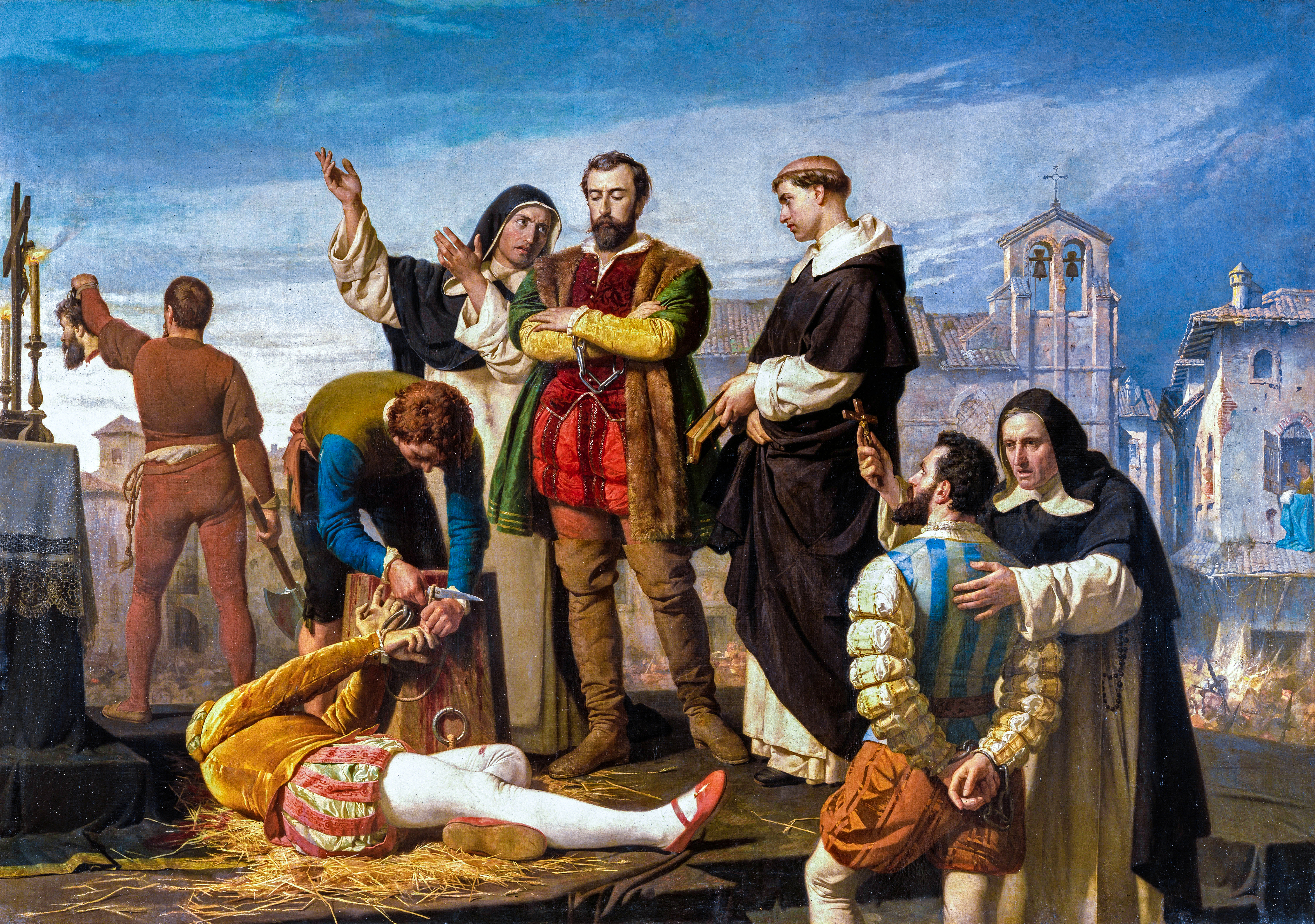
Avrättningen av Kastiliens communeros; Padilla, Bravo och Maldonado vid schavotten, av Antonio Gisbert (1834-1901)

Comunerosupproret i Kastilien var det väpnade upproret av de så kallade comuneros, som fanns i Kastilien från 1520 till 1522, det vill säga i början av Karl I:s regeringsperiod. De städer som deltog var de i det inre av Kastilien, som stod under inflytande från Toledo och Valladolid. Upprorets karaktär har varit föremål för en agiterad historisk debatt, med motstridiga positioner och åsikter. Vissa forskare beskriver comunerosupproret som en revolt mot adeln, andra som en av de första borgerliga revolutionerna i modern tid, och andra tar ställning för att detta snarare var en separat rörelse mot skatterna, av medeltida karaktär och bakåtsträvande. 
Upproret inträffade i en situation av politisk instabilitet i Kastilien, ett land i misär efter att Isabella den katolska hade dött 1504. I oktober 1517, kom kungen till Asturien, från Flandern, där han hade utnämnt sig själv till kung över sina spanska ägor 1516. Han kom till cortes (parlamentet) i Valladolid 1518 och kunde knappt prata kastilianska och hade med sig ett stort antal adelsmän och präster från Flandern, vilket ledde till misstro bland det kastilianska högre ståndet, som ansåg att deras ankomst skulle leda till en förlust av makt och social status. Missnöjet överfördes till de arbetande klasserna, och som en första offentlig protest, delades flygblad ut i kyrkorna där man kunde läsa: 
| ”                            | Du, Kastiliens jord, vanärad och förbannad vare du att lida, att du som är ett så ädelt rike, skall styras av dem som inte har någon kärlek till dig | „ |
| – Los Comuneros de Castilla, | |   |

Skattekraven, som sammanföll med kungen avresa inför de kejserliga valen i Tyskland (Parlamentet i Santiago och La Coruna 1520), orsakade en serie upplopp i städerna som samordnades och institutionaliseras och fann så en alternativ kandidat till kronan i Kastiliens regerande drottning: Karl I:s mor, Johanna I av Kastilien ("Johanna den vansinniga"), vars arbetsoförmåga eller galenskap man skulle kunna överse med, även om Juana i själva verket inte samarbetade. Efter närmare ett års uppror, hade man omorganiserat anhängarna till kejsaren (särskilt högadeln och de perifera kastilianska områdena, som Andalusien), och kejsarens trupper deltog i ett nästan slutgiltigt slag emot comuneros i Slaget vid Villalar, den 23 april 1521. På samma ställe, följande dag, halshöggs ledarna (Juan de Padilla, Juan Bravo och Francisco Maldonado). Comuneros armé var slagen i spillror. Enbart Toledo vidhöll sitt motstånd, fram till det slutliga nederlaget i februari 1522.